# Nume date limbii spaniole
Două nume sunt date limbii spaniole și anume: deja menționata spaniolă (spaniolă español) și castiliană (castellano). Hispanofoni din țările și regiunile diferite pot să-și arate preferința pentru o denumire sau alta, ori să folosescă ambele substituibil. Uneori, politica țării obligă folosirea unuia dintre termeni în cazuri formale. Scopul acestui articol este de a explica diferențele dintre acești termeni și a prezenta țări în care se folosec.
În general, ambii termeni pot să se refere la limba spaniolă în întregime, iar alegerea lor este un subiect de interes al vorbitorului și adesea depinde de originea lui. Totuși, cuvântul castiliană are și două semnificații mai profunde:
- limba castiliană veche — o limbă romanică vorbită în Regatul Castiliei și Coroana Castiliei în timpul Evului Mediu
- un dialect castilian al limbii spaniole, vorbit astăzi în regiunea istorică Castilia, în Spania centrală.

## Istoria termenilor
Istoria termenilor castellano și español este strâns legată cu istoria Spaniei și a Americii de Sud, și mai specific, cu colonizarea spaniolă în timpul Marilor descoperiri.
Original, castiliana s-a referit la limba Regatului Castiliei, una dintre cele câteva așa-numite Regatele Creștine din partea septentrională a Peninsulei Iberice, care au apărut în Evul Mediu între secolele VIII și ZV. Primele atestări ale spaniolei/castilianei vechi pot fi găsite în Glosas Emilianenses (Glosele Emiliane), un document din secolul XI. Deși această limbă nu mai este vorbită, poate fi citită în multe opere literare, precum „Cântecul Cidului”. Totuși, termenul spaniol este foarte recent și la începuturi s-a referit la statul spaniol, iar apoi a primit semnificația de limbă vorbită acolo. Spania, ca națiune unită, este mai tânără decât limba și Regatul Castiliei.
În 1492, venirea lui Cristofor Columb în America, în cursul expediției plătite de către monarhia castiliană, a permis spaniolilor să înceapă expansiunea teritorială, politică și culturală, rezultând în aceasta că majoritatea statelor sud-americane folosesc spaniola ca limbă oficială. Totuși, înainte de secolul XVIII, colonizarea a fost nu spaniolă, ci de fapt castiliană. Astfel, câteva țări au reținut denumirea veche. Desigur, există și alți factori care au influențat alegerea finală a termenului, precum relațiile diplomatice cu coroana spaniolă, preferințele primilor conducători și ale locuitorilor, etc.
O situație asemănătoare există și în cazul limbii române, care este numită „moldovenească” de către mulți locuitori din Republica Moldova. Totuși, nimeni nu susține o idee că limbile ar fi separate: castiliană și spaniolă, pentru că ambele sunt originare din Peninsula Iberică, din Spania contemporană.

## Țările hispanofone după denumire preferată

### Castellano
- Argentina
- Asturia
- Catalonia
- Comunitatea Valenciană
- El Salvador
- Galicia
- Insulele Baleare
- Navarra
- Paraguay
- Peru
- Țara Bascilor
- Uruguay

### Español
- Cuba
- Mexic
- Mezoamerica
- Puerto Rico
- Republica Dominicană
- Spania (în afara comunităților listate mai sus)
- Statele Unite ale Americii

### Ambii termeni
- Bolivia
- Chile
- Columbia
- Ecuador
- Venezuela